# Kazimierz Bossy
Kazimierz Bossy (ur. 4 marca 1931 w Sierakowie, zm. 15 lutego 2002 w Gdyni) – kontradmirał i oficer pokładowy niszczycieli. W okresie od 1949 do 1993 roku służył w Marynarce Wojennej, będąc m.in. szefem Sztabu Głównego Marynarki Wojennej oraz komendantem Akademii Marynarki Wojennej.

## Wykształcenie
Kazimierz Bossy urodził się 4 marca 1931 w Sierakowie. Był synem Wincentego i Franciszki z Waligórów. W roku 1949 został przyjęty na Wydział Pokładowy w Oficerskiej Szkole Marynarki Wojennej. Po ukończeniu szkoły w 1953 roku otrzymał promocję oficerską i w drodze wyróżnienia stopień wojskowy porucznika marynarki. W roku 1956 odbył kurs oficerów broni podwodnej w Akademii Marynarki Wojennej ZSRR w Leningradzie. Był także absolwentem kursów: dowódczego (1961) i operacyjnego (1972) na tej uczelni. W 1966 roku ukończył kurs badań operacyjnych w Akademii Sztabu Generalnego w Warszawie.

## Służba wojskowa
Pierwsze stanowisko służbowe objął na niszczycielu ORP Błyskawica, gdzie pełnił funkcję oficera broni podwodnej. W roku 1954 został dowódcą działu III – broni podwodnej, a od 1956 służył jako zastępca dowódcy tego okrętu. Następnie był starszym inspektorem ds. broni podwodnej w Oddziale Operacyjno-Szkoleniowym Sztabu Głównego Marynarki Wojennej. W 1958 roku zajmował kolejno posady zastępcy dowódcy okrętu na niszczycielu ORP „Grom” oraz dowódcy okrętu na niszczycielu ORP „Wicher”. Po powrocie z kursu dowódczego piastował stanowisko szefa Sztabu – I zastępcy dowódcy 7 dywizjonu niszczycieli w Gdyni. W roku 1965 objął funkcję zastępcy kierownika Katedry Taktyki Sił Morskich na Wydziale Pokładowym Wyższej Szkoły Marynarki Wojennej.
W 1967 roku został przeniesiony do Oddziału Automatyzacji i Mechanizacji Dowodzenia Sztabu Głównego Marynarki Wojennej, gdzie był szefem Wydziału Automatyzacji Dowodzenia, a od 1968 szefem oddziału. W roku 1970 wyznaczono go szefem Sztabu – I zastępcą dowódcy 8. Flotylli Obrony Wybrzeża w Świnoujściu. Od 1971 do 1979 roku dowodził 8 Flotyllą Obrony Wybrzeża. Następnie powrócił do Gdyni na stanowisko szefa Sztabu Głównego – I zastępcy dowódcy Marynarki Wojennej. Od roku 1983 był zastępcą dowódcy Marynarki Wojennej ds. liniowych. W latach 1988–1993 sprawował funkcję komendanta-rektora Akademii Marynarki Wojennej. W 1993 roku został przeniesiony w stan spoczynku. W latach 1995–2002 był prezesem Zarządu Głównego Stowarzyszenia Oficerów Marynarki Wojennej Rzeczypospolitej Polskiej. Zmarł 15 lutego 2002 w Gdyni. Został pochowany na cmentarzu Witomińskim (kwatera 50-10-13).

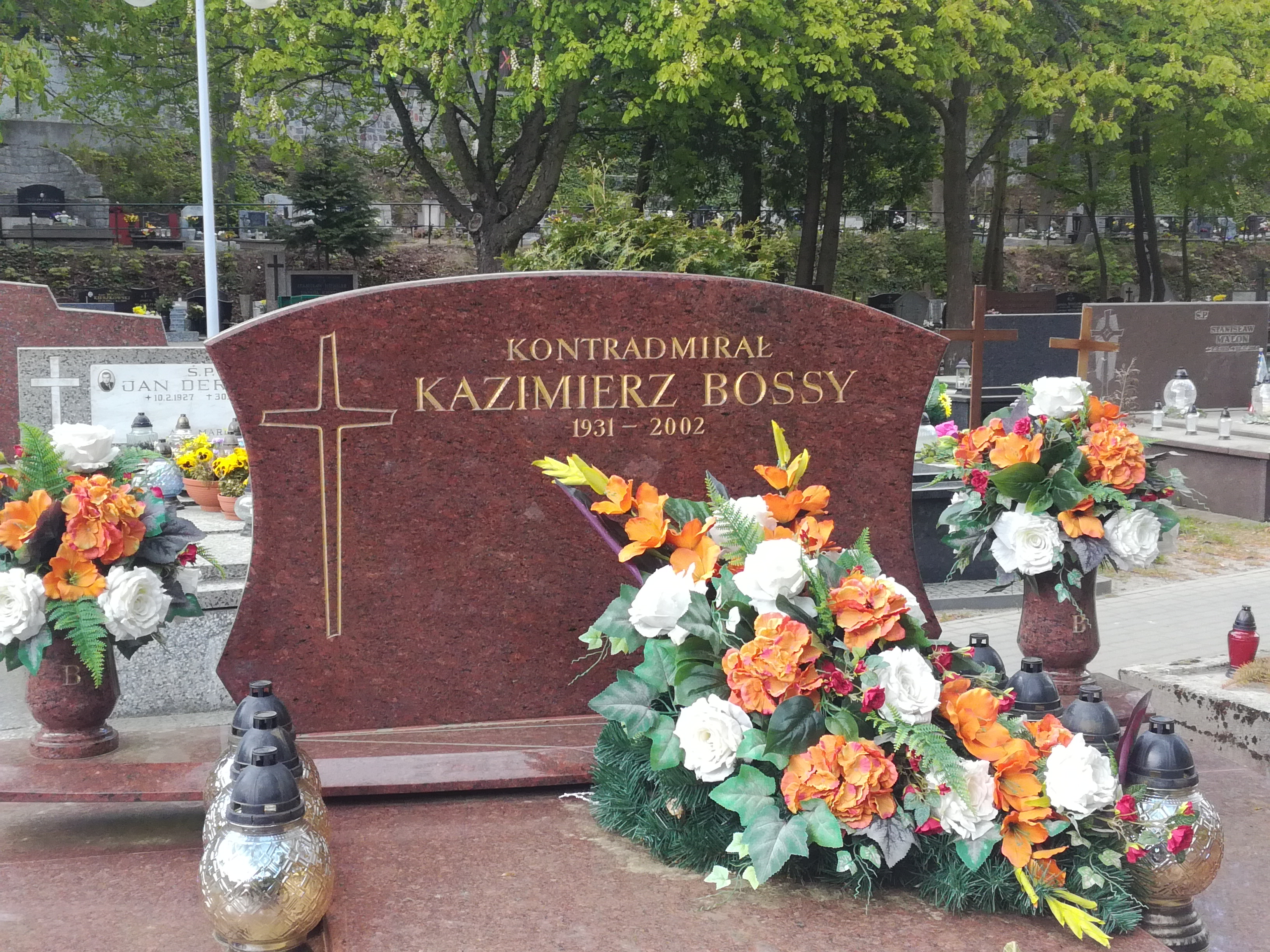
Grób kontradmirała Kazimierza Bossego na cmentarzu Witomińskim

Był odznaczony Srebrnym (1958) i Złotym Krzyżem Zasługi (1968), Złotym Medalem Siły Zbrojne w Służbie Ojczyzny (1973), Złotym Medalem „Za zasługi dla obronności kraju” (1975) oraz Krzyżami: Kawalerskim (1973), Oficerskim (1980) i Komandorskim (1987) Orderu Odrodzenia Polski. W 1977 roku wpisany do „Honorowej Księgi Czynów Żołnierskich”.

## Życie prywatne
Mieszkał w Gdyni. Od 1958 żonaty z Teresą Kaźmierczak-Bossy (1933-2019), lekarzem neurologiem, absolwentką Wydziału Lekarskiego Akademii Medycznej w Poznaniu, pracownikiem Szpitala Miejskiego w Gdyni. Małżeństwo miało córkę.